# Phaltan

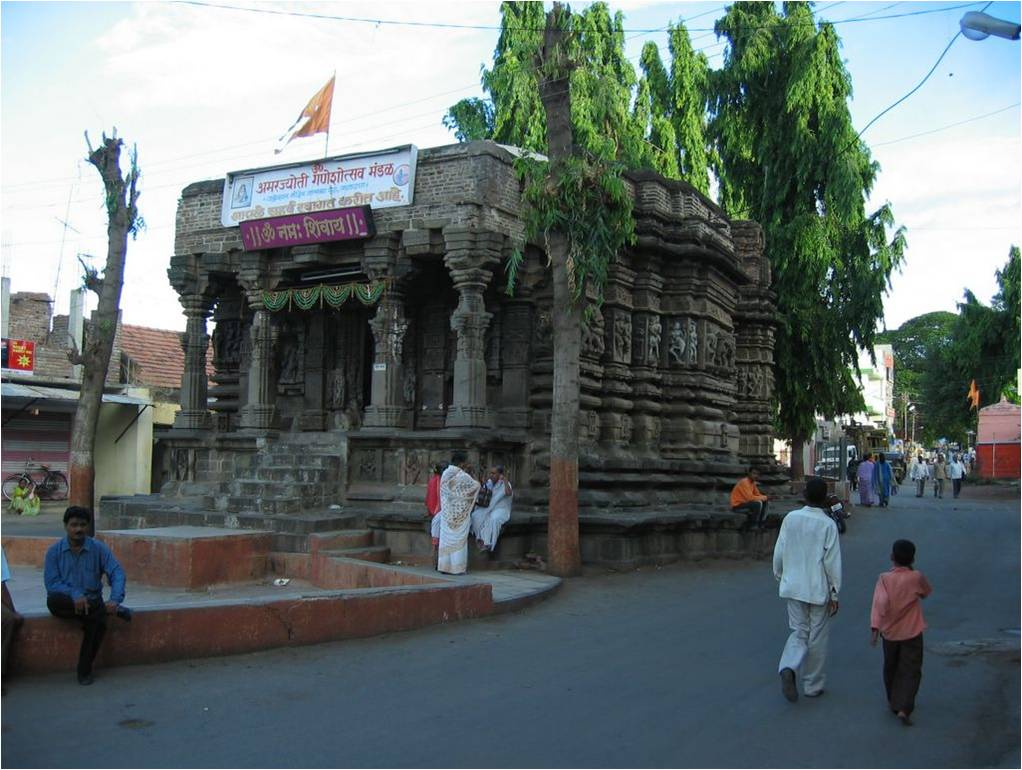
Shivatempel i Phaltan.

Phaltan är en stad i västra Indien, och är belägen i delstaten Maharashtra. Den ligger i distriktet Satara, cirka 6 mil nordost om distriktets huvudort, och hade 52 118 invånare vid folkräkningen 2011.
Phaltan var huvudort för en vasallstat i Brittiska Indien.